# Amaloul
Amaloul (auch: Amaloul-Guidis, Amaloul Guidiss) ist ein Dorf in der Landgemeinde Takanamat in Niger.

## Geographie
Das von einem traditionellen Ortsvorsteher (chef traditionnel) geleitete Dorf befindet sich rund 18 Kilometer östlich des Hauptorts Takanamat der gleichnamigen Landgemeinde, die zum Departement Tahoua in der gleichnamigen Region Tahoua gehört. Weitere Siedlungen in der Umgebung von Amaloul sind Amaloul Nomade im Nordosten, Guidoma im Osten, Danfan im Südosten, Inkarkada im Süden und Edir im Südwesten.
Südlich von Amaloul verläuft das Trockental Tadiss.

## Geschichte
Das Dorf Amaloul wurde 1946 von Zuwanderern aus den in der Stadt Tahoua gelegenen Vierteln Garkawa und Tsamawa gegründet.

## Bevölkerung
Bei der Volkszählung 2012 hatte Amaloul 3666 Einwohner, die in 671 Haushalten lebten. Bei der Volkszählung 2001 betrug die Einwohnerzahl 1949 in 284 Haushalten und bei der Volkszählung 1988 belief sich die Einwohnerzahl auf 2051 in 335 Haushalten.

## Wirtschaft und Infrastruktur
In Amaloul wird ein Markt abgehalten. Mit einem Centre de Santé Intégré (CSI) ist ein Gesundheitszentrum im Ort vorhanden. Es gibt eine Grundschule.